# トルメッツォ
トルメッツォ（伊: Tolmezzo; フリウリ語: Tumieç）は、イタリア共和国フリウリ＝ヴェネツィア・ジュリア州ウーディネ県にある、人口約9,800人の基礎自治体（コムーネ）。
タリアメント川上流部の町で、カルニア地方の中心地である。

## 地理

### 位置・広がり
ウーディネ県北部に位置するコムーネである。トルメッツォの街は県都ウーディネの北北西約41km、ベッルーノの東北東約68km、フィラッハの西南西約68kmに位置する
。

### 地勢

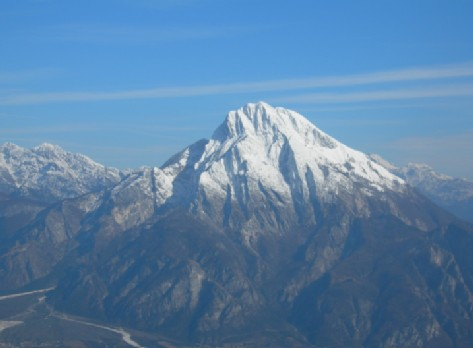
Il monte Amariana innevato

#### 隣接コムーネ
- ズーリオ - 北
- アルタ・テルメ - 北
- モッジョ・ウディネーゼ - 東
- アマーロ - 南東
- カヴァッツォ・カルニコ - 南東
- ヴェルゼーニス - 南西
- ヴィッラ・サンティーナ - 西
- ラウコ - 北西

### 気候分類・地震分類
トルメッツォにおけるイタリアの気候分類 (it) および度日は、zona F, 3036 GGである。
また、イタリアの地震リスク階級 (it) では、zona 2 (sismicità media) に分類される。

## 行政

### 分離集落
トルメッツォには、以下の分離集落（フラツィオーネ）がある。
- Betania, Cadunea, Caneva, Casanova, Cazzaso, Fusea, Illegio, Imponzo, Lorenzaso, Terzo

## 人物

### 著名な出身者
- マウリツィオ・ガンツ - サッカー選手
- ジョルジョ・ディ・チェンタ - クロスカントリースキー選手、オリンピック金メダリスト
- ダニエーレ・マクッリャ - 物理学者、歴史学者
- アレッサンドロ・ピッティン - ノルディックスキー選手